# Таузенд-Айленд-Парк (Нью-Йорк)
Таузенд-Айленд-Парк (англ. Thousand Island Park) — переписна місцевість (CDP) в США, в окрузі Джефферсон штату Нью-Йорк. Населення — 96 осіб (2020).

## Географія
Таузенд-Айленд-Парк розташований за координатами 44°17′19″ пн. ш. 76°1′33″ зх. д. / 44.28861° пн. ш. 76.02583° зх. д. (44.288621, -76.025740).  За даними Бюро перепису населення США в 2010 році переписна місцевість мала площу 0,76 км², уся площа — суходіл.

## Демографія
Згідно з переписом 2010 року, у переписній місцевості мешкала 31 особа в 17 домогосподарствах у складі 14 родин. Густота населення становила 41 особа/км².  Було 323 помешкання (426/км²).
Расовий склад населення:
| - 100,0 % — білих |

До двох чи більше рас належало 0,0 %. Частка іспаномовних становила 0,0 % від усіх жителів.
За віковим діапазоном населення розподілялося таким чином: 0,0 % — особи молодші 18 років, 29,0 % — особи у віці 18—64 років, 71,0 % — особи у віці 65 років та старші. Медіана віку мешканця становила 67,5 року. На 100 осіб жіночої статі у переписній місцевості припадало 106,7 чоловіків;  на 100 жінок у віці від 18 років та старших — 106,7 чоловіків також старших 18 років.
Цивільне працевлаштоване населення становило 24 особи. Основні галузі зайнятості: мистецтво, розваги та відпочинок — 79,2 %, науковці, спеціалісти, менеджери — 20,8 %.